# Пильс, Вальтер
Вальтер Пильс (нем. Walter Pils; род. 15 июля 1948) — австрийский шахматист, международный мастер (1983).
Участник 9-го чемпионата мира среди юниоров (1967) в г. Иерусалиме.
В составе национальной сборной участник следующих соревнований:
- 2 командных чемпионата Европы (1977, 1983);
- 2 Кубка Митропы[нем.] (1979—1980). В 1980 году выступал на 3-й доске и выиграл золотую медаль в индивидуальном зачёте.

В составе команды «Merkur Versicherung Graz» участник 3-х Кубков европейских клубов (1982, 1992, 1996).
По состоянию на июль 2021 года не входил в число активных австрийских шахматистов и занимал 67-ю позицию в национальном рейтинг-листе.

## Изменения рейтинга
| Графики недоступны из-за технических проблем. См. информацию на Фабрикаторе и на mediawiki.org. |